# Розпад Австро-Угорської імперії

Австро-Угорщина. 1878–1918 роки: 1. Богемське королівство, 2. Буковинське герцогство, 3. Каринтійське герцогство, 4. Крайнське герцогство, 5. Далмацьке королівство, 6. Королівство Галичини та Володимирії, 7. Австрійське Примор'є, 8. Князівство Нижня Австрія, 9. Моравське маркграфство, 10. Зальцбурзьке герцогство, 11. Князівство Верхньої і Нижньої Сілезії, 12. Штирійське герцогство, 13. Тірольське графство, 14. Князівство Верхня Австрія, 15. Форарльберґ, 16. Угорське королівство, 17. Королівство Хорватія і Славонія, 18. Кондомініум Боснія і Герцеговина.

Ро́зпад А́встро-Уго́рської імпе́рії — значна геополітична подія, що відбулася в результаті загострення внутрішніх соціальних-економічних та міжетнічних протиріч, наслідком чого стало припинення існування однієї з наймогутніших імперій Європи. Приводом до дезінтеграційних процесів стали Перша світова війна, поганий врожай та економічна криза.
17 жовтня 1918 р. збори Угорського королівства розірвали унію з Австрійською імперією і проголосили незалежність країни, 28 жовтня постала Чехословаччина, 29 жовтня — Держава Словенців, Хорватів і Сербів, 1 листопада — на українських етнічних землях Австро-Угорщини почали перебирати владу представники Української Держави, 11 листопада розпочалася історія Польської Республіки. Також під час розпаду імперії виникали й інші державні утворення — Гуцульська Республіка, Команчанська Республіка, Лемко-Русинська Республіка, Республіка Прекмур'я, Угорська Радянська Республіка, Словацька Радянська Республіка, Тарнобжезька республіка, Республіка Фіуме.
Окремі коронні землі повністю, або частково відійшли до вже існуючих, або новостворених держав. Юридично розпад Австро-Угорської імперії було оформлено Сен-Жерменським мирним договором з Австрією, та Тріанонським договором з Угорщиною.

## Причини
Імперія Габсбургів, що займала велику територію в Європі, включала близько 20 народів. На початку XX ст. сильно ослабла внаслідок півсторічних національних суперечок і конфліктів практично у всіх регіонах. У Королівстві Галичини та Володимирії протистояли поляки та українці, в Трансильванії — румуни та угорці, в Сілезії — чехи та німці, в Закарпатті — угорці й русини-українці, боснійці, серби й хорвати боролися за незалежність на Балканах.

## Хід подій
У січні-лютому 1918 року по країні прокотилася хвиля страйків. Основні вимоги: перемир'я з Росією на будь-яких умовах, проведення демократичних реформ, поліпшення постачання продовольства.
Загальні страйки початку року, нестача харчів і поширення революційних ідей негативно позначилися на австро-угорській армії і врешті-решт остаточно деморалізували її. Першим збройним повстанням у військово-морському флоті Австро-Угорщини було Которське. Воно розпочалося 1 лютого 1918 року в Которскій затоці на Адріатиці. Повстання почалося з бунту на крейсері «Санкт-Георг», пізніше до повстанців приєдналися екіпажі ще 42 суден і робітники порту. Повстали здебільшого матроси, які належали до національних меншин імперії — словенці, серби, хорвати, угорці. Керували ними Ф. Раш, М. Брнічевич, А. Грабар і Є. Шишгорич. На суднах створювалися ревкоми. Повстанці вимагали негайного укладання миру з Росією на її умовах — тобто самовизначення народів Австро-Угорщини. 3 лютого з військово-морської бази Пула до бухти підійшли кілька підводних човнів, суходолом до порту була перекинута піхота. Того ж дня повстання було придушено, близько 800 осіб заарештували, а всіх її керівників розстріляли.
На сході ситуація склалася ще гірше. Незважаючи на заяви австро-угорських політиків про безперспективність походу на Україну австрійська армія продовжила наступ. 3 березня 1918 року був підписаний сепаратний мирний договір з УНР і ще кілька господарсько-економічних договорів, а 29 квітня Центральна Рада була замінена урядом Скоропадського. Тим часом в Галичині на хвилі зближення імперії з УНР активізувалися місцеві українці, які 16 липня провели загальнонаціональний з'їзд у Львові.
1 травня по всій Австро-Угорщині прокотилася хвиля масових демонстрацій. 5 травня німці спіймали та розстріляли 18 австрійських солдатів, які пропагували революцію. Того ж місяця в глибокому тилу імперії в місті Румбурк було придушено повстання місцевого гарнізону. 17 червня у Відні стався голодний бунт, а 18 червня — загальний страйк через голод, який швидко набув політичного характеру.
Робітники вимагали припинення війни і негайного укладання миру без анексій і контрибуцій. До австрійських робітників приєдналися металісти Будапешта, які зажадали демілітаризації підприємств. Це викликало хвилю страйків пролетарської солідарності в усій Угорщині. Згодом у Будапешті виникла перша в Угорщині Рада робітничих депутатів, після чого виникли Ради у Відні та інших промислових містах імперії. 22 червня на скликаній в Санкт-Пельтені конференції робітничих Рад Нижньої Австрії були представлені 28 місцевих Рад. Однак більшість робітничих Рад опинилися під сильним впливом реформістів. За закликом лідерів Соціал-демократичної партії після невеликих поступок з боку уряду (встановлення за рахунок держави надбавок до заробітної плати) робітники припинили загальний страйк.
Тим не менш внутрішньополітичне становище Габсбурзької імперії продовжувало залишатися напруженим. На кінець червня після провалу наступу на південь від Тренто, який коштував Австро-Угорщині понад 100 тисяч вбитими, пораненими і полоненими, правлячі кола зневірилися. Уряд Ернста Зайдлера був змушений піти у відставку. Новий глава уряду Макс Гусарек не поступався за своєю реакційністю Зайдлеру, але був більш гнучким політиком. Він запросив лідерів Соціал-демократичної партії увійти до складу кабінету, а коли останні відхилили його пропозицію, здійснив спробу створити коаліційний кабінет за участі представників парламентських партій пригнічених народів — чехів, південних слов'ян, українців та ін. Але й ця спроба закінчилась невдачею: діячі національних партій, розуміючи, що загибель імперії неминуча, відмовилися вступити до уряду.
Найбільш революційно були налаштовані солдати слов'янських та інших пригнічених народів. Вони ухилялися від служби, кидали зброю і розходились по домівках. 20 серпня 1918 року в Могилеві-Подільському відбулося чергове повстання солдатів, причиною якого став наказ про відправку на Італійський фронт, де останнім часом тривали запеклі бої. Того ж дня після 12-годинної битви повстання було придушено, а вцілілі повстанці втекли до партизанів. У вересні того ж року відбулося повстання австро-угорських військ в Одесі. Причина — наказ про відправку на Балканський фронт. З середини жовтня у Відні почали виникати солдатські Ради, а комуністи та анархісти почали зводити барикади.
Різко посилився селянський рух, особливо в національних районах. У Далмації, Істрії та Хорватському Примор'ї селяни перестали виконувати кабальні обов'язки по відношенню до поміщиків і сплачувати податки. У Боснії та Герцеговині напівкріпосні селяни — кмети — нападали на місцеві органи австрійського управління, знищували боргові зобов'язання, припиняли роботу на поміщиків. У Мораваці, Дебельячі, Волошинові, Зренянині, Новому Саді та деяких інших місцях Воєводини селяни розділили поміщицьку землю і взяли владу в свої руки, створивши народні віча. Сильний селянський рух розгорнувся також в Галичині, Словаччині та Буковині, де масова боротьба селян за землю поєднувалася з боротьбою за національне визволення. У ряді районів Крайни, Хорватії та Славонії, зокрема в місті Вуковар та його околицях, повсталі селяни і «зелені» вигнали поміщиків, жандармерію і австро-угорську адміністрацію.

### Революція та розпад
14 жовтня 1918 року в Чехії спалахнув загальний політичний страйк. Його розпочали празькі робітники на знак протесту проти розпорядження імперського уряду про вивезення з Чехії до Австрії запасів вугілля та продовольства. Загальний політичний страйк робітничого класу мав вирішальне значення для створення Чехословацької держави. На численних мітингах, що проходили в Чехії та Словаччині, приймалися рішення про необхідність повалення монархії Габсбургів і проголошення незалежної Чехословацької республіки. По суті це було початком національної революції.
Імператор Карл I, намагаючись утримати владу над Чехією, видав 16 жовтня маніфест про перетворення Австрії на союз національних держав і про надання чехам та іншим народам національної автономії. Того ж дня угорський прем'єр-міністр Шандор Векерле оголосив у парламенті про скасування дуалістичної системи і про перехід Угорщини до персональної унії з австрійською короною. Іштван Тиса вимагав збереження вірності німецькому союзнику і закликав до продовження війни до укладення спільного миру.
Однак частина угорської політичної еліти вже намагалася знайти заступництво у переможців. 17 жовтня лідер угорської «Партії незалежності і 1848 року» Міхай Карої, виступаючи в угорському парламенті, закликав до відставки уряду Векерле, відокремлення від Австрії, оголошенню про незалежність і перехід Угорщини на бік Антанти. При цьому мешканці угорських володінь у Хорватії і Трансильванії повинні були «відмовитися від надмірного шовінізму». У відповідь румунські депутати відмовилися визнати право угорського уряду виступати від імені Трансильванії. 19 жовтня у Львові було проголошено створення Західно-Української Центральної Ради, члени якої (українські депутати Рейхсрату і представники українських партій) вимагали створення Західноукраїнської держави і передачі влади австрійськими чиновниками.
20 жовтня у Відні була отримана нота від Президента США Вудро Вільсона з відмовою розпочати переговори про мир. В ній не йшла мова про «14 пунктів», оскільки американський уряд вже визнав незалежність Чехословаччини та КСХС. Антанта вимагала капітуляції і створення «Дунайської федерації» на базі дуалістичної монархії.
25 жовтня після звісток про початок наступу Антанти і про повстання в армійських частинах уряд Векерле подав у відставку. Того ж дня в Будапешті була створена Угорська рада на чолі з Міхаєм Карої, до складу якої увійшли також радикали на чолі з Оскаром Ясі і кілька соціал-демократів. Національна рада висунула вимогу незалежності Угорщини, розриву союзу з Німеччиною, укладання негайного миру і відкликання військ із фронтів.
Як і у 1848 році, угорці проголошували свободу для себе. Всім «неугорським народам» Транслейтанії було обіцяно право на самовизначення, але лише в рамках «територіальної цілісності Угорщини». Останнє, зокрема, передбачало, що вихід до Адріатичного моря (хорватський Фіуме і сухопутний шлях до нього) повинен був залишитися в руках Угорщини.
Лідери Національної ради чудово розуміли, що легітимність їх зазіхань на Словаччину і Хорватію виходить з унії 1867 року. Тому як гарантію територіальної цілісності Транслейтанії в Будапешті все ще розглядали імператора Карла I. 29 жовтня імператор призначив нового угорського прем'єра — графа Яноша Гадіка, і Національна рада вступила з ним та з імператорською делегацією в переговори про майбутню форму національного устрою.
Користуючись паралічем державної влади, робітники найбільших заводів Будапешта поступово озброювались. 27 жовтня на нараді лідерів робітників з керівництвом лівих соціал-демократів було призначено збройне повстання на 4 листопада. Однак все сталося набагато раніше.
28 жовтня біля Ланцюгового мосту поліція розстріляла багатотисячну демонстрацію, що рухалася до резиденції ерцгерцога Йосифа Августа Габсбурга, де відбувалися переговори між прем'єром, імператорськими емісарами та представниками Національної ради. У відповідь на це 29-30 жовтня пройшли ще більш масові демонстрації. Натовпи робітників, солдатів гарнізону і міських жителів вимагали відставки уряду Яноша Гадіка, розриву з монархією і проголошення республіки. Спроба військового коменданта Будапешта генерала Гези Лукачича роззброїти найбільш революційні частини гарнізону лише спровокувала бунт: повсталі солдати 32-го піхотного полку захопили Східний вокзал і ешелони зі зброєю та боєприпасами. До них тут же приєдналися робітники, які почали озброюватись трофеями.
Кинуті на придушення заколоту частини відмовлялися стріляти, і в ніч на 31 жовтня повстанці захопили вокзали, пошту і телеграф, а також гарнізонні казарми і ряд урядових установ. Із тюрем були звільнені політичні в'язні. Того ж дня солдати увірвалися до приміського особняка Іштвана Тиси і розстріляли колишнього прем'єра, з яким асоціювалися всі біди війни. У Будапешті було оголошено загальний страйк, місто фактично перейшло під контроль повстанців.
В цих умовах Національна рада припинила переговори з урядом і 1 листопада оголосила про перехід влади в свої руки. Вона привітала народ з перемогою революції і закликала солдатів повернутися в казарми. Лідери соціал-демократів підтримали нову владу, Ради робітничих депутатів були визнані органами економічного управління при Національній раді. 2 листопада будапештські Ради змусили робітників скласти зброю.
3 листопада у Чернівцях відбулися народні збори, які вимагали приєднання Північної Буковини до ЗУНР.
5 листопада у Будапешті Карл I був скинутий з угорського престолу, хоча сам він склав із себе повноваження 13 листопада, не відрікшись від престолу. Угорський уряд очолив Міхай Карої. 16 листопада влада Габсбургів була офіційно повалена і Угорщина проголошена республікою.
Розпад Австро-Угорської імперії вплинув на революційний рух в Австрії. Політичні партії домовилися про створення парламентського блоку для формування тимчасових органів влади. 21 жовтня 1918 року депутати австрійського парламенту оголосили себе Тимчасовим національними зборами. Соціал-демократична партія поспішила заявити, що цим актом «зроблено перший крок до утворення німецько-австрійської народної держави», хоча Національні збори навіть не поставили питання про ліквідацію монархії Габсбургів.
27 жовтня уряд Макса Гуссарека був замінений урядом Гайнріха Ламмаша, який мав давні зв'язки з представниками держав Антанти і тому вважався найбільш підходящим для ведення переговорів про перемир'я. Але народні маси не хотіли задовольнятися такими перестановками. 30 жовтня у Відні був оголошений загальний страйк. Під республіканськими гаслами стихійно виникла багатотисячна демонстрація, головною силою якої були робітники. Правлячі кола, щоб виграти час і заспокоїти робітників, пішли на утворення коаліційного уряду з представників різних політичних партій. Посаду канцлера обійняв один з видатних лідерів австрійської соціал-демократії Карл Реннер. Міністром закордонних справ став Віктор Адлер. 3 листопада у Вілла-Джусті, поблизу Падуї, було підписано перемир'я з Антантою, яке передбачало демобілізацію і розформування армії (за винятком 20 дивізій), передачу союзникам значної частини військового майна, річкового та морського флотів Австро-Угорщини.
12 листопада 1918 Карл I зняв з себе повноваження імператора Австрії та Богемії, хоча офіційно не відрікся від престолу. Того ж дня Парламент скасував монархію і Палату Лордів та проголосив Австрійську імперію Республікою Німецька Австрія і частиною Веймарської республіки, що автоматично спричинило розрив унії і ліквідацію Австро-Угорської імперії.

## Наслідки
Після Першої світової війни територія Австро-Угорщини площею 676615 км² була поділена між її сусідами та новоствореними державами. Повний занепад імперії не входив у повоєнні плани Антанти, і та негативно сприйняла його. Франція, США і Велика Британія з прикрістю поставились до того, що відбулося. Створення нових держав також не сподобалося Заходу, на думку якого імперія служила захисним кордоном у Східній Європі, оберігаючи Західну Європу від Росії та Туреччини. Болісно відреагувала Італія на виникнення КСХС, потенційного суперника в регіоні. Але в розпаді імперії для Антанти були й плюси. Тепер Австро-Угорщина не перекривала шлях на Балкани, звідки можна було проникнути до ослаблої та занепалої Османської імперії та Близький Схід. Антанта в особі відновленої Польщі знайшла стратегічного союзника в східній частині Європи. 28 червня 1919 року сформувалася Версальсько-Вашингтонська система міжнародних відносин, за якою Франція та Велика Британія, а також їх союзники встановили свою гегемонію практично над усією Європою.
Після розпаду Австро-Угорщини необхідно було підписати договір з кожною з виниклих на її території країн. 10 вересня 1919 року в місті Сен-Жермен поблизу Парижа був підписаний Сен-Жерменський договір з Німецькою Австрією. За цим договором Австрія повинна була визнати розпад Австро-Угорщини і незалежність нових держав, а також погодитися зі сформованими кордонами. З боку країн Антанти в свою чергу визнавалася незалежність Австрійської Республіки, проголошеної ще 12 листопада 1918 року. Так як в складі імперії Австрії та Угорщині належали різні території, то територіальні втрати Австрії обмежувалися Цислейтанією площею 351204 км². Вся австрійська армія була демобілізована, а нова створювалася із контрактників і не могла перевищувати 30 тисяч, республіці також заборонялося мати флот і авіацію. У всій країні зброю повинен був випускати лише один завод, що належить державі. Австрія оподатковувалась репараціями і не повинна була без згоди нещодавно створеної Ліги Націй порушувати власний суверенітет. 21 жовтня 1919 року було розірвано союз Австрії та Німеччини.
З Угорщиною, як з учасницею війни, теж був підписаний договір. Його підписали 4 червня 1920 року у Великому Тріанонському палаці у Версалі, за що він отримав назву Тріанонський. Угорщина, як і Австрія, демобілізувала свою армію і повинна була обмежити її чисельність до 35 тисяч. Крім цього, їй заборонялося мати флот, авіацію, важку артилерію і танки. Країна також оподатковувалась репараціями. За договором Угорщина втратила Транслейтанію площею 325411 км², а Порт Рієка на узбережжі Адріатичного моря перейшов під контроль Антанти. У листопаді 1920 року на його території було утворено Вільне місто Фіуме, яке проіснувало до січня 1924 року.
Результати угод поховали багато очікувань. Зміни територіальних кордонів після Першої світової війни:
- Утворення незалежних Австрії та Угорщини — відмова від габсбурзького правонаступництва.
- Кордони новітньої незалежної Угорщини не включали дві третини колишнього Угорського королівства.
- Новітня Австрійська республіка мала владу переважно над німецькомовними областями, але втратила владу над деякими теренами, де німців було більшість.
- Богемське королівство, Моравське маркграфство, Чеська Сілезія і західна частина Тешинського князівства, Словаччина і Карпатська Україна утворили новітню Чехословацьку республіку.
- Королівство Галичини і Володимирії, східна частина Тешинського князівства, північна графство Орава і північний Спиш були надані Польській республіці.
- Больцано — Південний Тіроль і Трієст надані Італійському королівству.
- Боснія і Герцеговина, Королівство Хорватія і Славонія, Далмацьке королівство, Словенія і Воєводина утворили Державу Словенців, Хорватів і Сербів.
- Трансильванія і Буковинське герцогство стали частиною Румунського королівства.